# انور ارسوف
انور ارسوف (ترکی آذربایجانی: Ənvər Arazov; ۲ دسامبر ۱۹۵۳ – ۲ نوامبر ۱۹۹۲) قهرمان ملی جمهوری آذربایجان است.

## اوایل زندگی
انور ارسوف ۲ دسامبر سال ۱۹۵۳ در شهر گنجه آذربایجان شوروی تولد یافت. در مدرسه شماره ۱۵ این شهر تحصیلات متوسطه خود را به پایان رسانید. سپس وارد هنرستان پلی تکنیک گنجه شد. در سال ۱۹۷۴ برای گذراندن خدمت سربازیاش به خدمت دوره ضروری احضار شده و خدمتش را در نیروی دریایی شوروی سابق سپری کرد.
به دنبال اتمام سربازی‌اش راه گنجه را در پیش گرفت و کارنامه خود را در کارخانه تولید شیشه در این شهر آغاز نمود. همزمان، ارسوف به تحصیلات ناتمام مانده خود ادامه داده و در سال ۱۹۸۰ از هنرستان یادشده دانش‌آموخته شد.

## مرگ
هنگامی که نیروهای ارمنی ضمن ادعاهای ارضی حملات خود را نسبت به آذربایجان شروع کردند، انوز ارسوف تازه در وزارت امور داخله این کشور استخدام شده بود. او در عملیات بازپس‍یری روستای «چایلی» در سال ۱۹۸۹ حضور یافت. در سال ۱۹۹۲، او به معاونت ستاد دفاع ملی در گنجه، و در اوت ۱۹۹۲ به فرماندهی هنگ شهرستان ترتر رسید. سپس، ارسوف به سرهنگی ارتقاء درجه یافت.
انور ارسوف در طی جنگ قره‌باغ در چندین عملیات نظامی موفقیت‌آمیز در شهرستان آغ‌دره شرکت کرد. ۲ نوامبر سال ۱۹۹۲، در نبردهای سنگین بر سر روستای سرخان‌وند شهرستان آق‌دام به دست نظامیان ارمنستان کشته شد. جنازه او در خیابان شهدای گنچه دفن شد.

## نشان
بر پایه فرمان شماره ۲۹۰ ریاست جمهوری آذربایجان مورخ ۶ توامبر ۱۹۹۲، پس از مرگش به انور ارسوف نشان قهرمان ملی این کشور اعطاء گردید.